# Pakhawadź
Pakhawadź, Mardal – indyjski podwójny bęben o baryłkowatym kształcie, północnoindyjski odpowiednik mridangamu używanego na Południu. Jest standardowym instrumentem w zasadniczo wokalnym stylu, dhrupadzie, poza tym często bywa wykorzystywany w innych rodzajach muzyki. Charakteryzuje się niskim, miękkim tonem. Podobnie jak w przypadku tabli, rytmy zapamiętywane są przy pomocy mnemotechnicznych ciągów sylab, zwanych bol.

## Mistrzowie pakhawadźu
- Anil Goswami (NATHDURA GHARANA)
- Kudau Singh, XIX w.
- Nana Panse, XIX w.
- Pandit Purushottam Das (Nathdwara Gharana)
- Pandit Tota Ram Sharma (Vrindavan)
- Pandit Radheshyam Sharma (Vrindavan)
- Ayodhya Prasad (musician)|Ayodhya Prasad
- Chatrapati Singh
- Pandit Ramashish Pathak(Darbhanga)
- Ram Shankar PagalDas( Ayodhya )
- Pandit Shrikant Mishra, Varanasi
- Pandit Durga Prasad
- Ambadas Agle
- Akhilesh Gundecha
- Dr. Raj Khushiram
- Manik Munde
- Laxmi Narayan Pawar
- Mohan Shyam Sharma
- Rohit Sharma
- Bhavani Shankar
- Pandit Udhav Shankarao Shinde Apegaonkar
- Talib Hussain, Pakistan
- Ramji Upadhyay
- Bhaskar Mukherjee